# Имитационная демократия
Имитационная демократия (управляемая демократия, англ. guided democracy, манипулируемая демократия, декоративная демократия, квазидемократия, псевдодемократия) — форма устройства политической системы государства, при которой, несмотря на формально демократическое законодательство и формальное соблюдение всех выборных процедур, фактическое участие гражданского общества в управлении государством и влияние общества на власть (обратная связь) мало́ или минимально.
Имитационная (управляемая, манипулируемая, декоративная, квази, псевдо) демократия, как правило, имеет политическую систему с доминирующей партией. При такой «демократии» может появиться скрытая диктатура. Также такая демократия может быть в марионеточном государстве. Управляемой демократией называли официальную концепцию правления индонезийского президента Сукарно.

## Тоталитарная демократия
Термин управляемая демократия близок к термину тоталитарная демократия, однако их не следует смешивать. Термин тоталитарная демократия стал известен благодаря израильскому историку Якобу Талмону. До него данное понятие использовалось Бертраном де Жувенелем и Эдуардом Карром.
В книге Якоба Талмона 1952 года «Истоки тоталитарной демократии» (The Origins of Totalitarian Democracy) обсуждается трансформация государства, в котором традиционные ценности и догматы веры формируют такую роль правительства, при которой общественная полезность имеет ведущий приоритет. Его работа — это критика идей Жан-Жака Руссо, французского философа, чьи идеи повлияли на французскую революцию (переворот). В своём произведении «Об общественном договоре» Руссо утверждает, что интересы личности и государства одинаковы, и обязанностью государства является реализация «общей воли».
Политический неологизм «мессианская демократия» также встречается во введении к его работе: на самом деле с позиции середины XX века, история последних 150 лет выглядит систематической подготовкой к стремительному столкновению эмпирической и либеральной демократии с одной стороны, и тоталитарной и мессианской с другой, в этом сегодня состоит мировой кризис.
В похожей манере Герберт Маркузе в своей книге 1964 года «Одномерный человек» описал общество, в котором, по его словам: «…свобода может стать мощным инструментом доминирования. …Свободные выборы хозяев не упраздняют этих хозяев или рабов…».

## «Управляемая демократия» в России
По словам политолога Глеба Павловского, система «управляемой демократии» в России, основную роль в которой играло телевидение, была создана после расстрела парламента в октябре 1993 года, а закончилась она осенью 2011 года после так называемой «рокировки Медведев — Путин».
По мнению политолога Дмитрия Фурмана, возникновение системы имитационной демократии в России было предопределено неправовым и недемократическим характером Беловежских соглашений. Система имитационной демократии в России при Ельцине успешно преодолела три кризиса: события 1993 года, президентские выборы 1996 года, кризис передачи власти в 1999 году — и с избранием Путина президентом приобрела завершённый характер. Помимо России того периода, система имитационной демократии, по мнению Д. Фурмана, возникла и в Белоруссии, Азербайджане, Казахстане, Узбекистане, Киргизии и Таджикистане.

## Различия в философии демократии
Философия имитационной или тоталитарной демократии, согласно Я. Талмону, основана на иерархически организованном построении общества, в котором существует абсолютная и высшая политическая истина, которой придерживаются все люди. Считается, что не только индивид сам по себе не в силах достигнуть этой истины, но и его обязанностью и ответственностью является помочь своим соотечественникам осознать это. Более того, любая общественная и частная деятельность, которая не ставит своей целью достижение истины, является бесполезной, бессмысленной тратой времени и энергии и должна быть устранена. Поэтому, экономические и социальные стремления, которые укрепляют коллектив, считаются ценными, а образование и религия, которые укрепляют личность, выглядят контрпродуктивными. «Вы не можете быть гражданином, и в то же время христианином», говорит Талмон, ссылаясь на аргументы Руссо, «из-за конфликта лояльностей».